# Bolitoglossa cuchumatana
Bolitoglossa cuchumatana es una especie de salamandra de la familia Plethodontidae.
Es endémica de Guatemala; vive únicamente en los bosques nublados de la Cordillera de los Cuchumatanes en los departamentos de El Quiché y Huehuetenango, a una altitud de 1200-2500 m s. n. m.
Su hábitat natural se conforma de bosques húmedos subtropicales o tropicales montañosos. 
La especie está amenazada por destrucción de hábitat.